# Aleksis Kivi

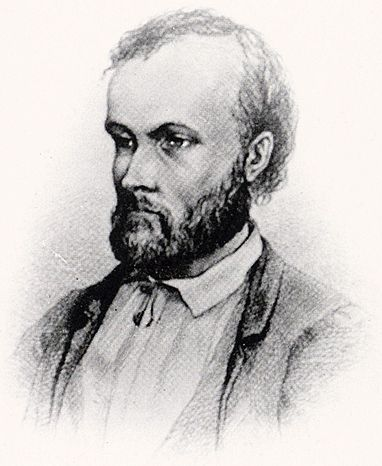
Aleksis Kivi

Aleksis-Kivi-Denkmal in Helsinki

Aleksis Kivi [ˈɑlɛksis ˈkivi] , eigentlich Alexis Stenvall (* 10. Oktober 1834 in Nurmijärvi, Finnland; † 31. Dezember 1872 in Tuusula) war ein finnischer Nationaldichter. Er gilt als Vater der modernen Literatur in finnischer Sprache. Zuvor war Schwedisch in seiner Heimat Literatursprache gewesen.

## Leben
Der unter seinem fennisierten Namen Aleksis Kivi (schwedisch Stenvall „Steinbank“, finnisch Kivi „Stein“) berühmte Schriftsteller wurde als jüngstes von fünf Kindern geboren. Seine Eltern, der Schneider Eerik Stenvall und Anna-Kristiin, hatten zu diesem Zeitpunkt bereits drei Söhne und eine Tochter. Er beschrieb sich später selbst als lebhaftes, einfallsreiches, „fröhliches und mutiges“ Kind und erlernte neben Finnisch auch die schwedische Sprache, die jeder „gebildete Finne“ damals beherrschte. Nach dem Besuch der Volksschule wechselte er 1846 mit zwölf Jahren auf eine Schule in Helsinki.
Kivi lebte eine Zeit lang bei einem Schneider namens Albin Palmqvist und nutzte die freie Zeit fast ausschließlich zum Lesen. Mit der fünf Jahre älteren Tochter Palmqvists, Albina, sprach er über die Werke Shakespeares, Cervantes’ und Byrons. Der notorisch verschuldete Alexis verliebte sich in Albina, jedoch war eine Heirat aus finanziellen Gründen nicht möglich. Sie ging 1853 nach Dänemark und begann, Morphine zu nehmen. Während der folgenden Jahre verbrachte Albina viel Zeit außer Landes, traf Kivi jedoch mehrmals bei ihren Besuchen in Finnland. Eine Anzahl von Kivis weiblichen Figuren (Liisa in Yö ja Päivä (1866), Elma in Kankurit (1866), Lea in Lea (1868)) sollen Albina widerspiegeln.
Seine Schulzeit schloss Aleksis Kivi mit der Reifeprüfung ab. Als eines von sehr wenigen Kindern aus der unteren Mittelschicht konnte er sich an der Universität immatrikulieren. Das Studium brach er jedoch ab. In seiner Jugend traf er mit den wichtigsten Persönlichkeiten seiner Zeit wie Johan Vilhelm Snellman, Elias Lönnrot und Fredrik Cygnaeus zusammen. Letzterer förderte ihn und unterstützte ihn bei der Aufnahmeprüfung der Universität.
Kivis Schaffensperiode dauerte knappe zehn Jahre. Er schrieb realistisch-volkstümliche Komödien, noch bevor es ein finnisches Nationaltheater gab. Die 1831 gegründete Finnische Literaturgesellschaft ermutigte Übersetzer und Schriftsteller zur Literaturproduktion in finnischer Sprache und schrieb Wettbewerbe für Dramentexte aus, die Aleksis Kivi mehrmals gewann. Die vernichtende Kritik an seinem später weltberühmten Roman Die sieben Brüder raubte ihm jedoch allen Lebensmut. Es hieß u. a. 1870: „Es ist eine lächerliche Arbeit und ein Schandfleck der finnischen Literatur“. Seine letzten Lebensmonate verbrachte er in einem unscheinbaren, dunklen Häuschen in Syvälahti, das seinen lebenslangen Alptraum „Obdachlosigkeit und Armut“ widerspiegelt. Das Haus am Tuusulanjärvi gehörte seinem Bruder Albert Stenvall. Kivi litt an Depressionen sowie Schmerz- und Bedrängnisanfällen und starb am letzten Tag des Jahres 1872 im Alter von 38 Jahren unter ungeklärten Umständen. Seine berühmten letzten Worte waren der Legende nach: Lever, lever (schwed. „Ich lebe“).

### Oper
Einojuhani Rautavaara schrieb die Oper Aleksis Kivi, ein Porträt des finnischen Nationaldichters, die als Hauptattraktion der Opernfestspiele 1997 im finnischen Savonlinna uraufgeführt wurde.

### Ehrungen
1999 wurde der Asteroid (4181) Kivi nach ihm benannt.
In der Stadt Rostock wurde die Aleksis-Kivi-Straße im Stadtteil Evershagen nach dem Dichter benannt.

## Werke
- Kullervo, 1864, vom finnischen Komponisten Aulis Sallinen neben dem Kalevala als Grundlage für seine Oper gleichen Namens aus dem Jahre 1992 verwandt
- Nummisuutarit, 1864
  - dt. Übersetzung von Gustav Schmidt: Die Heideschuster. Heinrich Minden, Dresden 1923.[3]
- Olviretki Schleusingenissa, 1866 (dt. Bierfahrt nach Schleusingen)
- Yö ja päivä, Schauspiel, 1866 (dt. Nacht und Tag)
- Lea, Schauspiel, 1868
- Seitsemän veljestä, 1870 (dt. Die sieben Brüder, etliche Übersetzungen, so 1942 von Rita Öhquist)
- Margareta, Schauspiel, 1871